# Don't Be Evil
Don't Be Evil(사악해지지 말자)은 구글의 회사 모토이다. "나쁜 짓을 하지 않고도 돈을 벌 수 있다는 걸 보여주자(You can make money without doing evil)"라는 뜻을 담고 있다.

## 역사
현재는 공식적인 구글의 기업모토는 아니며, 구글의 회의에서 Gmail의 개발자 등이 제안했던 모토로, Don't be evil이 담고 있는 내용 그대로 "사악해지지 말라"라는 의미이다. 이 모토는 단기간의 이익을 위해 장기간 동안 쌓아올려지는 이미지, 신뢰성 등을 포기해서는 안 된다는 의의를 가지고 있다. 구글의 목표는 모두를 만족시키는 것이 아니라 사용자를 만족시키는 것이다.
"Do not be evil"은  Google의 기업 윤리 강령의 모토는 2000년경에 처음 소개되었다.
2015년 10월 대기업 Alphabet Inc.를 통해서, Google의  기업 구조 조정을 마친 후 Alphabet corporate conduct code "올바른 일을하라"는 문구로 개정되었다.  그러나 아직까지  Google의 행동 강령은 "Do not be evil"이라는 문구로 시작된다.

## 제정 배경
기업 모토의 제정된 배경은 Google 직원인 폴 부체트 (Paul Buchheit) 가  2000년 초 또는 2001년  Google 엔지니어인 애미트 파텔 (Amit Patel)이 구글 내부에서 기업 가치에 관한 회의에서 처음으로 사용할 것을 제안했다. 이에 관련하여  폴 부체트 (Paul Buchheit) - Gmail의 창시자는 "일단 그 기업 모토를 제정하면, 그 모토는 다시 변경하기 어려울 것"이라고 말하였다.  "다른 많은 회사에서 구글의 이러한 기업 모토에 대해서  비판하는 말(Jab) 이 있었다"고 언급했다. 이런 비판에 대해서 당시 구글의 폴 부체트 (Paul Buchheit) 의견으로는, 이런 비판을 하는 업체들은 어느 정도 사용자의 정보를 각자 자신의 기업체의 이익을 위해서 이용하는 종류의 경쟁 업체였다고 하였다.

## 기업 철학과 행동 강령
본 내용 '악하지 마라’는 것은 기업 철학에는 기록되어 있지 않다.  다만 행동 강령으로, 해당 내용이 포함되어 있는데. 구글은 장기적으로는 좋은 일을 하는 회사가 되며, 그리고 다른 모든 면에서 더 나은 서비스를 제공 할 것이라고 강력히 믿는다는 것이 기록되어 있다. 비록 구글이 단기간에 이익을 잃어 버린다 할지라도, 이것을 기준으로 기업이 운영된다는 것이며, 때로는 기업에 손해를 줄 수도 있지만, 기업의 철학 (모토) 과 행동 강령은 기업이 지향하는 방향을 표시하는 것이다.

## 같이 보기
- 구글에 의한 검열
- 구글에 대한 비판
- 구글화
- 감시 자본주의